# 26 novembre 1931
Le jeudi 26 novembre 1931 est le 330e jour de l'année 1931.

## Naissances
- Adolfo Pérez Esquivel (93 ans), architecte et sculpteur argentin
- Adrianus Johannes Simonis (mort le 2 septembre 2020), prélat catholique
- Edward O. Phillips (mort le 30 mai 2020), écrivain canadien
- Erik Otto Larsen (mort le 30 janvier 2008), écrivain danois
- Giuliana Chenal-Minuzzo (morte le 11 novembre 2020), skieuse italienne
- Victor Fainberg (morte le 2 janvier 2023), dissident soviétique

## Décès
- August Bernthsen (né le 29 août 1855), chimiste allemand